# Хорњи Књежеклади
Хорњи Књежеклади (чеш. Horní Kněžeklady) је насељено мјесто са административним статусом сеоске општине (чеш. obec) у округу Чешке Будјејовице, у Јужночешком крају, Чешка Република.

## Становништво
Према подацима о броју становника из 2014. године насеље је имало 106 становника.